# آلان غوستاف
آلان غوستاف (بالفرنسية: Alain Gustave)‏ (5 أكتوبر 1986 بكاب هايتيان في هايتي - ) هو لاعب كرة قدم هايتي في مركز الهجوم. شارك مع منتخب هايتي لكرة القدم. أما مع النوادي، فقد لعب مع Bayamón Fútbol Club ‏ وSevilla FC Puerto Rico ‏ وCavaly AS ‏ وAS Mirebalais ‏ وVictory SC ‏.

## وصلات خارجية
- آلان غوستاف على موقع قاعدة بيانات كرة القدم.إي يو (الإنجليزية)
- آلان غوستاف على موقع ناشيونال فوتبول تيمز (الإنجليزية)